# アブダッラー・ディーブ
アブダッラー・ディーブ（アラビア語: عبد الله ذيب、Abdallah Deeb、1987年3月10日-）は、ヨルダンのプロサッカー選手。ヨルダンリーグのアル・サルトSC所属、ポジションはFW。サッカーヨルダン代表、元同U-23代表、元同U-20代表。アンマン出身。
日本語ではアブダラー・ディーブ、アブダラー・ハレド・ディーブ・サリムなどとも表記される。

## 来歴

### クラブ
ヨルダンのアル・ワフダートでデビュー。2009-2010シーズンはベルギーのKVメヘレンに所属した。
アル・ワフダート・クラブ所属であった2012-2013シーズンのリーグ戦では14得点をあげ、同僚のマフムード・シェルバーイエとともに得点王となった。同クラブ所属時には、AFCカップ2011、AFCカップ2012に出場し、ともに得点を記録している。

### 代表
2007 FIFA U-20ワールドカップ出場。チームはグループリーグ敗退に終わったが、自身は対スペイン戦、対ザンビア戦でゴールを決めた。
西アジアサッカー選手権2010、AFCアジアカップ2011、西アジアサッカー選手権2012などに出場した。2011年パンアラブ競技大会サッカー競技では4得点をあげ得点王となった。